# جيف تايلور (مغني)
جيف تايلور هو مغني وعارض فلبيني، ولد في 26 مايو 1986.

## وصلات خارجية
- الموقع الرسمي
- جيف تايلور على موقع IMDb (الإنجليزية)
- جيف تايلور على موقع ميوزك برينز (الإنجليزية)